# 覺羅奉寬
覺羅奉寬（穆麟德轉寫：gioroi fungkuwan，1722年—1774年），名奉寬、豐寬，字彰民，号栗斋、硕亭，諡文勤，清朝正蓝旗满洲觉罗。清朝官员，同進士出身。

## 生平
乾隆六年辛酉科中举人，七年，登進士，改庶吉士。乾隆十年，授翰林院檢討。乾隆十二年，任貴州鄉試副考官，升任翰林院侍講。乾隆十三年，任日講起居注官。乾隆十七年，任尚書房行走。后升任翰林院侍讀學士、詹事府詹事。乾隆十八年，任內閣學士兼禮部侍郎。乾隆二十年，任盛京工部侍郎。乾隆三十二年，任兵部右侍郎、鑲白旗滿洲副都統。乾隆三十年，任經筵講官、上書房師傅。乾隆三十五年，管理武英殿總裁。乾隆三十六年，任殿試讀卷官、兼管翰林院掌院學士、教習庶吉士。乾隆三十七年，任會試副考官。嘉慶二年（1797年），加贈太師、禮部尚書銜。曾是嘉庆帝的老师。
曾任正蓝旗满洲第三㕘領第十七佐領（此佐领于雍正八年由鑲藍旗拨隶正蓝旗），继任为其子覺羅麟志（据《钦定八旗通志》）。
嘉庆四年，状元姚文田恭撰御制《礼部尚书觉罗奉宽碑文》（载李兆洛《皇朝文典》）。

## 家庭
- 先祖追封多羅恪恭貝勒塔察篇古。
- 高祖瓦爾瑪，賜一等男爵。嫡妻索齊勒氏（父佐領勒穆蘇麟），繼妻瓜爾佳氏（父佐領阿楊阿）。
- 曾祖覺羅瓦爾瑪（又蘇爾瑪），袭一等男爵。嫡妻完顏氏（父侍郎永泰）。
- 父覺羅佛英額（又觉罗佛宁峨），袭一等男爵，叅領，署理镶蓝旗满洲副都统。嫡母瓜爾佳氏（父護軍叅領庫爾騰）。
- 胞兄觉罗奉珠，袭騎都尉又一雲騎尉，乾隆二年授覺羅學副管。其子徽州府知府觉罗麟喜，嫡妻博爾濟吉特氏（父三等侍衛西蒙額）；按察使觉罗麟祥。
- 嫡妻瓜爾佳氏（父佐領祿爾占）。继妻顏扎氏（胞兄内务府正黃旗滿洲、頭等侍衛和英額，父頭等侍衛長生；胞侄乾隆癸卯科舉人、正紅旗蒙古都統彥德，其子咸豐二年(1852)進士景廉）。
- 子覺羅麟志（又覺羅麟至），任正蓝旗满洲第三㕘领第十七佐领。妻索綽絡氏，其父内务府正白旗满洲、乾隆癸酉舉人德元，咸安宫、景山官学总管；胞叔乾隆丁巳恩科進士、礼部尚书德保 (清朝)；胞姊索綽絡氏，嫁镶黄旗汉军郝寧安（祖父吏部尚书郝玉麟）。孙觉罗興文，嘉慶戊辰舉人。